# 堀之内紀代子
堀之内 紀代子（ほりのうち きよこ、1979年9月9日 - ）は、岡山県出身の競艇選手。登録番号4011。身長159cm。血液型A型。84期。岡山支部所属。同期に中島孝平、笠原亮、向井美鈴らがいる。

## 来歴
- 1999年5月13日、地元児島競艇場で開催された「一般競走」1Rでデビュー（6着）。[1]
- 1999年7月4日、津競艇場での一般競走最終日5Rで初勝利。
- 2002年12月17日、尼崎競艇場での「G3女子リーグ戦 第20戦 クイーンロード2002」で初優出（4着）。
- 2004年3月2日、多摩川競艇場での「G1第17回JAL女子王座決定戦競走」にG1初出場。同日10RでG1初勝利。[2]
- 2011年における出走回数337回はボートレーサーで最も多く走った回数である。
- 2012年1月17日、児島競艇場での「ていちゃんカップ　男女W優勝戦」で初優勝（優出19回目）。[3]

## 人物・レーススタイル
- 菅章哉と同じく、モーターの取り付け角度（チルト）を調整しながらレースに臨んでおり、時には取り付け角度を最大まで上げてレースに出場することもある。これは2022年9月に蒲郡競艇場でのレースに出場した際、前のレースでのモーター使用者だった仲道大輔（登録番号5166・愛知）の調整[4]をそのまま取り入れてレースに臨んだところ結果が出たことがきっかけとなったもので[5]、仲道とはその後連絡を取り合ってプロペラの情報交換をするようになり、堀之内は仲道を「師匠」と公言している[5][6]。